# Society of Automotive Engineers
A SAE International (SAE), antigamente Society of Automobile Engineers ("Sociedade de Engenheiros de Automóveis"), é uma organização responsável pelos estudos em engenharia automobilística, e indústrias montadoras de automóveis.
No Brasil é denominada de Sociedade de Engenheiros da Mobilidade.